# Miller County (Georgia)
Das Miller County ist ein County im Bundesstaat Georgia der Vereinigten Staaten. Der Verwaltungssitz (County Seat) ist Colquitt, benannt nach Walter Colquitt, einem Senator, Staatsanwalt und Richter.

## Geographie
Das County liegt im Südwesten von Georgia, ist im Westen etwa 25 km von Alabama und im Süden etwa 40 km von Florida entfernt. Es hat eine Fläche von 735 Quadratkilometern, wovon zwei Quadratkilometer Wasserfläche sind, und grenzt im Uhrzeigersinn an folgende Countys: Baker County, Decatur County, Seminole County und Early County.

## Geschichte
Miller County wurde am 26. Februar 1856 aus Teilen des Baker County und des Early County gebildet. Benannt wurde es nach Richter Andrew J. Miller, Kommandeur der Oglethorpe-Infanterie, Regierungsmitglied und mehrfacher Präsident des US-Senats.

## Demografische Daten
Laut der Volkszählung von 2010 verteilten sich die damaligen 6125 Einwohner auf 2791 bewohnte Haushalte, was einen Schnitt von 2,46 Personen pro Haushalt ergibt. Insgesamt bestehen 2426 Haushalte.
69,0 % der Haushalte waren Familienhaushalte (bestehend aus verheirateten Paaren mit oder ohne Nachkommen bzw. einem Elternteil mit Nachkomme) mit einer durchschnittlichen Größe von 3,00 Personen. In 32,2 % aller Haushalte lebten Kinder unter 18 Jahren sowie in 31,7 % aller Haushalte Personen mit mindestens 65 Jahren.
25,9 % der Bevölkerung waren jünger als 20 Jahre, 22,1 % waren 20 bis 39 Jahre alt, 27,3 % waren 40 bis 59 Jahre alt und 24,6 % waren mindestens 60 Jahre alt. Das mittlere Alter betrug 42 Jahre. 47,8 % der Bevölkerung waren männlich und 52,2 % weiblich.
69,6 % der Bevölkerung bezeichneten sich als Weiße, 28,1 % als Afroamerikaner, 0,2 % als Indianer und 0,5 % als Asian Americans. 0,4 % gaben die Angehörigkeit zu einer anderen Ethnie und 1,2 % zu mehreren Ethnien an. 1,5 % der Bevölkerung bestand aus Hispanics oder Latinos.
Das durchschnittliche Jahreseinkommen pro Haushalt lag bei 36.463 USD, dabei lebten 25,1 % der Bevölkerung unter der Armutsgrenze.

## Kultur und Sehenswürdigkeiten

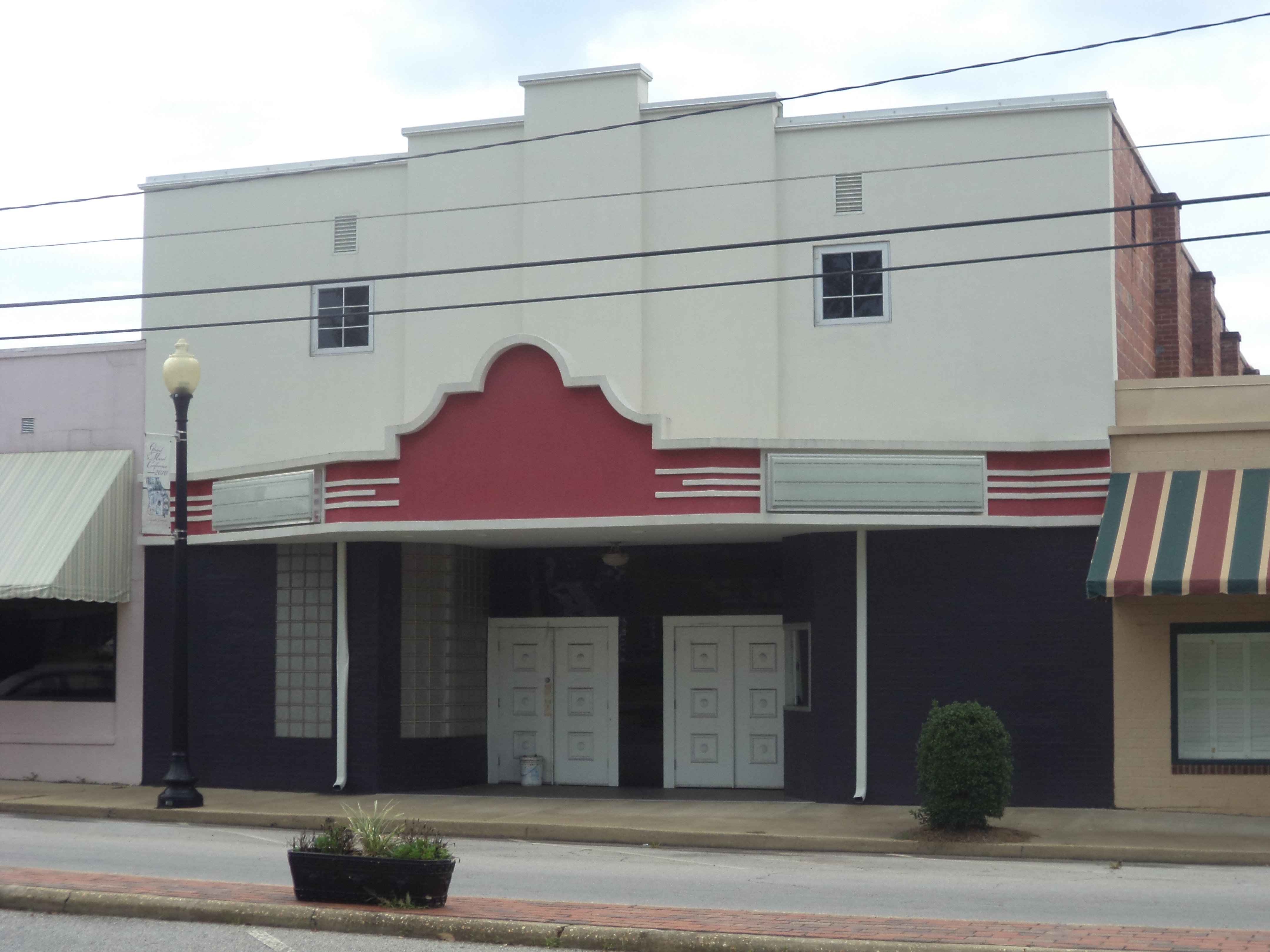
Filmtheater im Colquitt Town Square Historic District (2013). Der Historic District ist 6,5 ha groß und umfasst 35 Gebäude, die zur Schutzwürdigkeit beitragen (Contributing Properties). Die historisch bedeutsamen Gebäude entstanden von 1902, nachdem ein Brand den Ortskern zerstört hatte, bis in die 1930er Jahre. Im März 1983 wurde der Colquitt Town Square Historic District als bisher einziges Objekt des County in das NRHP eingetragen.

Mit dem Colquitt Town Square Historic District ist ein „historischer Bezirk“ (Historic District) im Miller County im National Register of Historic Places („Nationales Verzeichnis historischer Orte“; NRHP) eingetragen (Stand 22. Februar 2024).

## Orte im Miller County
Orte im Miller County mit Einwohnerzahlen der Volkszählung von 2010:
City:
- Colquitt (County Seat) – 1992 Einwohner